# Lúcio Domício Enobarbo (cônsul em 94 a.C.)
Lúcio Domício Enobarbo (m. 82 a.C.; em latim: Lucius Domitius Ahenobarbus) foi um político da família dos Enobarbos da gente Domícia da República Romana eleito cônsul em 94 a.C. com Caio Célio Caldo. Era filho de Cneu Domício Enobarbo, cônsul em 122 a.C., e irmão mais novo de Cneu Domício Enobarbo, cônsul em 96 a.C..

## Carreira
Foi pretor na Sicília logo depois do final da Segunda Guerra Servil, provavelmente em 96 a.C., e mandou crucificar um escravo que havia matado um porco selvagem com uma lança, um instrumento que ele não deveria estar portando depois do acordo ao final da guerra.
Em 94 a.C., foi eleito cônsul com Caio Célio Caldo. Durante a primeira e a segunda guerra civil entre Caio Mário e Sula, Enobarbo se aliou aos optimates, a facção aristocrática de Sula. Por conta disto, acabou assassinado pelo pretor urbano Lúcio Júnio Bruto Damásipo por ordem de Caio Mário, o Jovem na Cúria Hostília, no Fórum Romano.